# Dauhwaru
Dauhwaru is een bestuurslaag in het regentschap Jembrana van de provincie Bali, Indonesië. Dauhwaru telt 8800 inwoners (volkstelling 2010).